# Заброденское сельское поселение
Заброденское сельское поселение — муниципальное образование в Калачеевском районе Воронежской области.
Административный центр — село Заброды.

## Административное деление
Состав поселения:
- село Заброды.